# GIMPshop

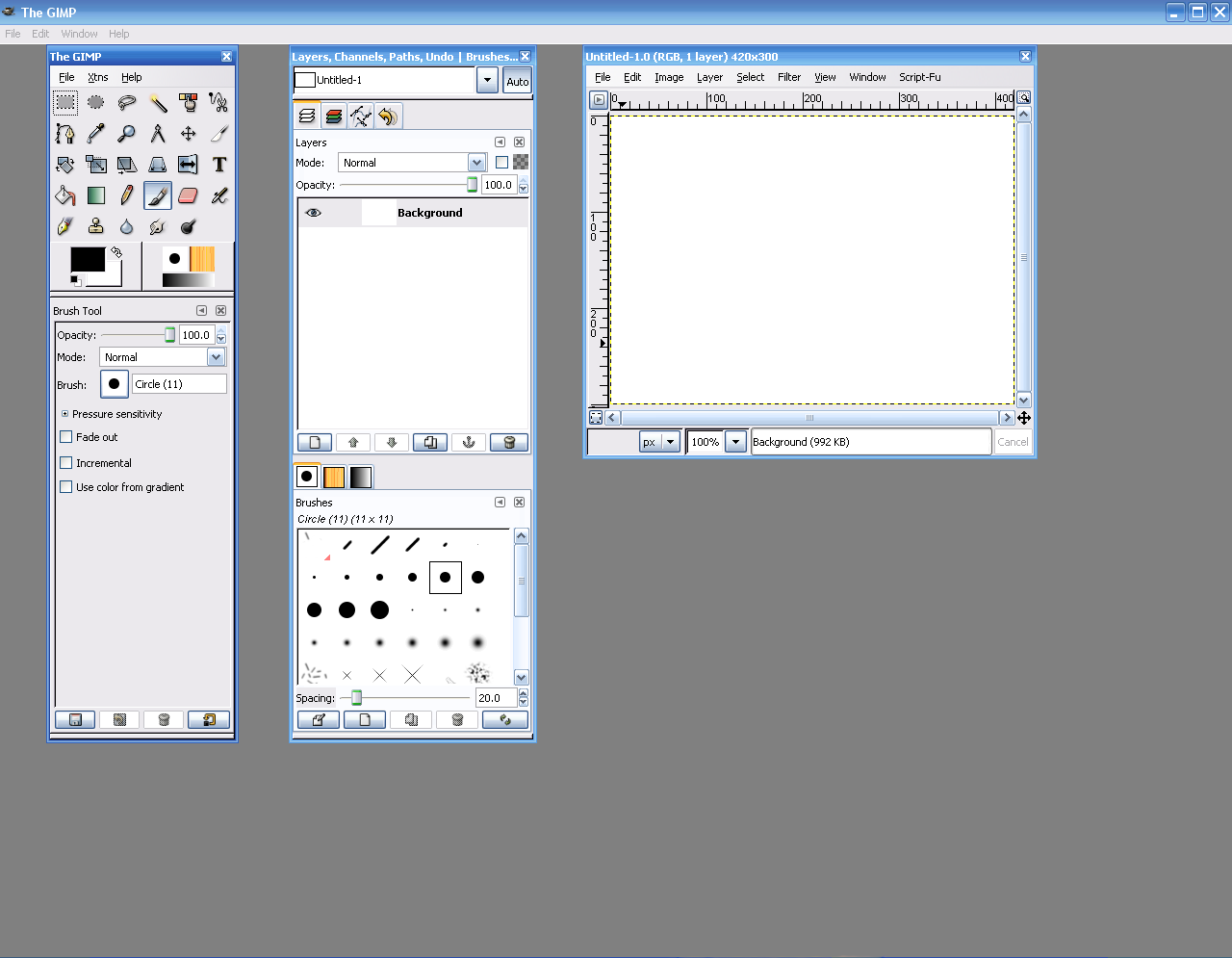
Captura de la versió 2.2.8 de GIMPshop en un escriptori de Windows.

GIMPshop fou una bifurcació no oficial del programari d'imatges rasteritzades de codi obert GNU Image Manipulation Program (GIMP). Fou ideat pel productor de TechTV Scott Moschella, amb l'objectiu de replicar la sensació d'Adobe Photoshop i oferir un producte de codi obert. Aprofitant parts de la interfície, va canviar el nom d'algunes característiques perquè coincidissin amb les que es trobaven a Photoshop i va afegir filtres addicionals. El darrer cop que fou actualitzat va ser a partir de la versió 2.2.11 de GIMP de 2006. El projecte fou abandonat quan la pàgina web on s'allotjava va rebre un atac informàtic, des d'aleshores el mateix Scott Moschella desaconsella descarregar el programari si no és des de portals de confiança.